# Thurn-Valsassina
Thurn-Valsassinové (německy též Thurn und Valsassina) je původně furlánsko-gorický a později také rakouský šlechtický rod, působící i v Čechách. Po potvrzení císařem Ferdinandem III. jsou Thurn-Valsassinové považováni za předky rodu Thurn-Taxisů.
Další šlechtická rodina Thurnů ze St. Gallenu se směla nazývat Thurn-Valsassina, ta však nebyla příbuzná.
V řadě zdrojů (včetně např. německých) je u názvu rodu nebo u jména některých jeho příslušníků používána podoba Valsássina (Thurn-Valsássina), tedy s dlouhým "a". 

## Historie rodu

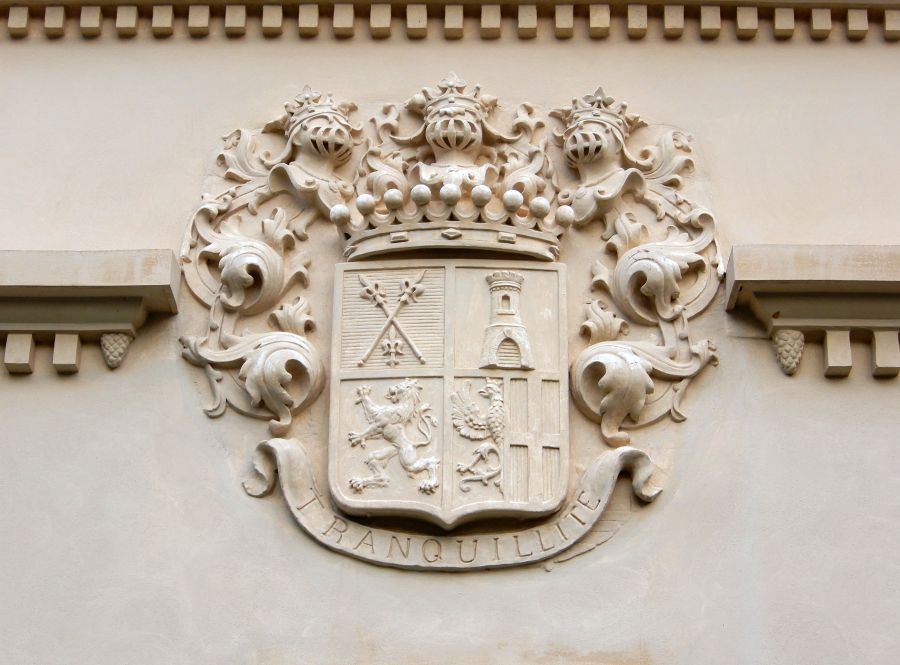
Erb Vincenta Thurn-Valsassina, zámek Valeč

Rod Thurnů má původ ve starém italském rodu Torrianiů (Della Torre), který se objevuje již ve 12. století.
Jako první do Čech dorazil František Bernard Thurn, který se poprvé oženil s Ludmilou Berkovou z Dubé, která zemřela roku 1558 se dvěma malými dětmi; podruhé se oženil s Barborou Šlikovou, s níž měl čtyři syny. Z nichž nejznámějším se stal Jindřich Matyáš Thurn (1567–1640). Vychovali jej v katolické víře, v dospělosti však přestoupil k protestantskému náboženství. Jako mladý bojoval proti Turkům. V roce 1609 se stal velitelem stavovského vojska. Po pražské defenestraci byl jmenován direktorem a jedním ze dvou vrchních velitelů vojska při českém stavovském povstání. Bojoval v jižních Čechách, porazil císařskou armádu u Vídně. Ovšem nebyl vrchním velitelem vojsk, která bojovala na Bílé hoře. Po porážce povstání odešel do exilu a válčil v dánských a švédských službách. Albrecht z Valdštejna jej zajal v bitvě u Stínavy, ale propustil jej. V roce 1640 Jindřich Matyáš Thurn v emigraci v Livonsku na území dnešního Estonska zemřel.

### Tituly
Členové rodu byli uznáni jako hrabata z Valsassiny a povýšeni na říšská hrabata 26. května 1533, to jim bylo potvrzeno 13. června 1572 a znovu 16. června 1664. Podle diplomu uděleného císařem Leopoldem I. 20. března 1666, obnoveného 11. června 1704 a konečně potvrzeného císařovnou Marií Terezií 19. listopadu 1750 má nejstarší člen sestupné linie nárok na titul nejvyššího dědičného zemského maršálka v okněžněném hrabství Gorice a Gradiška, dědičného hofmistra v Kraňsku a nejvyššího dědičného komorníka nad stříbrem v Korutanech, zatímco ostatní členové linie mají titul dědičného zemského maršálka v okněžněném hrabství Gorice a Gradiška, dědičného hofmistra v Kraňsku a dědičného komorníka nad stříbrem v Korutanech.

## Osobnosti rodu
- František z Thurn-Valsassiny (1508–1586), tajný rada arcivévody Ferdinanda II. Tyrolského
- Jindřich Matyáš z Thurnu (1567–1640), český šlechtic, vůdčí osobnost stavovského povstání v Čechách v roce 1618
- František Bernard z Thurnu a Valsassiny (1592–1628), generálmajor působící v moravských, císařských a švédských službách
- Jan Jakub z Thurnu a Valsassiny (1602–1643), švédský vojevůdce ve třicetileté válce
- Jindřich z Thurnu (1628–1656), švédský generál, říšský rada, místodržitel v Rize a Reveli
- Karel Maxmilián z Thurnu a Valsassiny (1643–1716), moravský zemský hejtman, rytíř Řádu zlatého rouna (611)
- František Maria Oldřich z Thurnu-Valsassina (1691–1741), polní vachmistr
- Antonín z Thurn-Valsassiny (1723–1806), c.k. polní zbrojmistr, rytíř Řádu zlatého rouna a majitel 43. pěšího pluku
- Evžen František z Thurn-Valsassiny (1725–1805), c.k. generálmajor
- Josef Benedikt z Thurn-Valsassiny (1744–1825), probošt a předseda vlády v Řezně
- František Xaver Josef z Thurn-Valsassiny (1748–1790), c.k. generálmajor
- Josef Antonín Jan Nepomuk Vincenc z Thurn-Valsassiny (1760–1831), napoleonský generálmajor
- Jiří Antonín František z Thurn-Valsassiny-Como-Vercelli (1788–1866), rakouský císařský polní zbrojmistr
- Hyacint z Thurn-Valsassiny (1818–1877), rakouský politik
- Jiří Bedřich z Thurn-Valsassiny-Como-Vercelli (1834–1879), poslanec rakouské říšské rady
- Jan Douglas z Thurn-Valsassiny (1835–1904), poslanec zemského sněmu
- Gustav z Thurn-Valsassiny (1836–1888), rakouský politik
- Karolína Thurn-Valsassina-Como-Vercelli (1863–1944), provdaná ze Šternberka, česká šlechtična
- Douglas Thurn-Valsassina-Como-Vercelli (1864–1939), rakousko-uherský diplomat
- Vincenc Thurn-Valsassina (1866–1928), rakouský politik, majitel velkostatku Valeč
- Alexandr Thurn-Valsassina (1879–1962), rakousko-uherský diplomat
- Georg Thurn-Valsassina (1900–1967), rakouský velkostatkář, předseda Rakouského spolku pro ochranu přírody (Naturschutzbund Österreich)
- Isabela z Thurn-Valsassiny (1962–1988), rakouská šlechtična, modelka, provdaná princezna hannoverská